# César Fernández Navarro
César Fernández Navarro (Bahía Blanca, 16 de septiembre de 1909-Santa Fe, 2 de diciembre de 1992), fue un pintor argentino.

## Biografía
Realizó sus estudios primarios en el país y, poco después, su familia, se trasladó a España. Su formación artística comenzó con Abel Bueno Gros, en España, y continuó con André Lothe, en París. A los 25 años, regresó a la Argentina, haciendo un recorrido pintando y exponiendo en distintas provincias. Se radicó en Santa Fe. donde su amigo Juan Mantovani le ofreció un puesto como profesor de la Escuela de Artes Visuales que estaba a punto de ser creada. 
En 1949, viajó a España realizando exposiciones en Madrid, Bilbao, Zaragoza y Barcelona. Después de retornar a Santa Fe, se hizo cargo de la dirección del Museo Municipal de Artes Visuales de Santa Fe y, más tarde, cumplió la misma función al frente del Museo Provincial de Bellas Artes de Paraná. Fue designado Director de Cultura de la Provincia de Entre Ríos y, luego, ocupó el cargo de director de la Escuela de Artes Visuales Juan Mantovani.
Fernández Navarro obtuvo varios premios, entre los que se cuentan: Premio Salón de Artistas de la Provincia de Santa Fe; Premio Bolsa de Comercio y Premio del Salón del Litoral de Santa Fe. En el año 1986 fue nombrado Ciudadano Ilustre de la Ciudad de Santa Fe.

## Obra
Sus pinturas se caracterizan por la solidez de la composición, la armonía, y la riqueza de colores. Los personajes y los lugares del Litoral, a los que refleja con sencillez y lirismo, son el tema dominante de su obra